# Кен Годард
Кен Годард (на английски: Ken Goddard) е американски писател на бестселъри в жанра трилър и е научен експерт по криминалистика на дивата природа.

## Биография и творчество
Кенет „Кен“ Уилям Годард е роден 29 септември 1946 г. в Сан Диего, Калифорния, САЩ, в семейството на морски офицер, ветеран от Корейската война, и домакиня. Израства в Сан Диего и завършва гимназия „Grossmont“. Започва да следва в Калифорнийския университет в Сан Диего, където прекарва една година. Премества се в Калифорнийския университет в Ривърсайд и завършва през 1968 г. с бакалавърска степен по биохимия. След завършването си се жени за съпругата си Джина, американка от азиатски произход.
Започва работа като заместник шериф в полицейското управление в Ривърсайд в лабораторията по криминалистика, където открива своето призвание. Една година по-късно се премества в лабораторията в Сан Бернардино и същевременно завършва през 1972 г. Калифорнийския университет с магистърска степен по криминалистика. През 1976 г. е нает от полицейското управление в Хънтингтън Бийч, Калифорния, за да създаде Бюро за научни разследвания на убийства, грабежи, трафик на наркотици и кражби с взлом.
През 1979 г. преминава към Агенцията по рибата и дивите животни на САЩ като шеф на криминологията в борбата с бракониерите и контрабандистите на животни. Осем години работи в нея като прилага опита от разследванията си в полицията. Тази работа е значително по-трудна, тъй като не се ползват много от известните практики за идентификация.
Докато работи по различни случаи на престъпления и съдебни дела Годард решава да пише романи. Първият му роман „Balefire“ (Клада) излиза през 1984 г. преди започването на Олимпийските игри и няколко седмици е в списъка на бестселърите на „Ню Йорк Таймс“. През следваща година излиза и вторият му роман „The Alchemist“ (Алхимикът).
След 12 години на работа в лабораториите по криминалистика и продължително лобиране пред Агенцията по рибата и дивите животни на САЩ и правителството (дори прекарва 6 месеца в Оактон, Вирджиния, за обучение и лобиране), през 1987 г. Конгресът на САЩ финансира създаването на специална лаборатория, като за нея щатския колеж на Южен Орегон дарява земя от своя корпус.
„Националната изследователска лаборатория на рибите и дивата природа“ е основана 1988 г. в Ашлънд, Орегон, САЩ, и отваря врати през 1989 г., а Кен Годард става неин директор. Тя е единствената лаборатория в света, посветена на прилагането на закона за дивата природа. По договор, изследователската лаборатория е официалната лаборатория за извършени престъпления по договора CITES (Конвенция за международна търговия със застрашени видове от дивата фауна и флора) и Групата за диви животни на Интерпол.
Основната мисия на лабораторията е да се идентифицира вида или подвида на парчета, части или продукти от животно, за да се определи причините за смъртта му, като помогнат на служителите по охраната на дивата природа да определят, дали е настъпило нарушение на закона, да идентифицират и сравнят веществени доказателства, и да опитат за свържат заподозрян извършител, с жертвата и местопрестъплението.
В лабораторията работят 22 учени с 2 млн. годишен бюджет и до края на 2012 г. са разгледали около 20 000 случая.
След като работата в лабораторията потръгва Кен Годард отново се връща и към писането на романи, в които влага своите познания и професионален опит при оформяне на сюжета и героите.
Кен Годард живее със съпругата си Джина и дъщеря си Мишел (р.1971) в ранчо от 20 акра на планински склон с изглед към Ашлънд, Орегон, заедно с различни диви и домашни животни, които продължават да го вдъхновяват за неговите истории. Обича подводното гмуркане.

## Произведения

### Самостоятелни романи
- Balefire (1984)
- The Alchemist (1985)
- Digger (1991)
- Cheater (1996)
- Chimera (2011)

### Серия „Хенри Лайтстоун“ (Henry Lightstone)
1. Prey (1992)
2. Wildfire (1994)
3. Double Blind (1997)
Двойно прикритие, изд. „Атика“ (1999), прев. Даниела Забунова

### Серия „Колин Целарс“ (Colin Cellars)
1. First Evidence (1999)
2. Outer Perimeter (2001)
3. Final Disposition (2011)

### Участие с романи в други серии

#### Серия „От местопрестъплението“ (CSI: Crime Scene Investigation)
9. In Extremis (2007)

### Документалистика
- Informative Writing: Your Practical Guide to Effective Communication (1992)
- It's Your Crime Scene: How CSI *really* works, and what you can do to help after you or a loved one are the victim of a crime (2011)